# Șaki
Șaki (Șəki) este un oraș din Azerbaidjan.